# Limonia tagax
Limonia tagax är en tvåvingeart som beskrevs av Alexander 1954. Limonia tagax ingår i släktet Limonia och familjen småharkrankar.
Artens utbredningsområde är Thailand. Inga underarter finns listade i Catalogue of Life.